# Jo Mi-ryung
Jo Mi-ryung (Corea del Sur, 16 de abril de 1973) es una actriz surcoreana, conocida como actriz de reparto en K-dramas (telenovelas coreanas) , tales como Dae Bak Family (2002), Passion (2004), I Love You (2008), Los cazadores de esclavos (2010), y Can't Lose (2011).

## Filmografía

### Series de televisión
| Año     | Título                                  | Papel                                       | Red  | Ref.         |
| 1995    | 4th Republic                            | Jung In-sook                                | MBC  |              |
| 1995    | Sibling Relations                       | Park Mi-ryung                               | MBC  |              |
| 1995    | Sook-hee                                |                                             | MBC  |              |
| 1996    | Truth                                   |                                             | MBC  |              |
| 1996    | Their Embrace                           |                                             | MBC  |              |
| 1996    | Illusionist                             |                                             | MBC  |              |
| 1996    | Homicide                                |                                             | KBS2 |              |
| 1997    | Star in My Heart                        | Ahn Yi-hwa                                  | MBC  |              |
| 1998    | My Love by My Side                      |                                             | KBS1 |              |
| 1998    | Love                                    | Maeng Yoo-mi                                | MBC  |              |
| 1998    | Run Barefoot                            |                                             | MBC  |              |
| 1998    | The Solid Man                           |                                             | SBS  |              |
| 2001    | Guardian Angel                          | Yeo Eun-joo                                 |      |              |
| 2002    | Dae Bak Family                          | hija mayor                                  |      |              |
| 2004    | Match Made in Heaven                    | Jo An-na                                    | MBC  |              |
| 2004    | Between Agasshi and Ajumma              | nuera mayor                                 |      |              |
| 2004    | Passion                                 | Choi Kang-ji                                |      |              |
| 2005    | Three-Leaf Clover                       | Kim Sung-sil                                | SBS  |              |
| 2005    | Queen's Conditions                      | Nam Nan-joo                                 | SBS  |              |
| 2005    | Single Again                            | Kang Hye-ran                                | SBS  | [ 5 ]        |
| 2005    | Golden Apple                            | Jo Mi-ja                                    | KBS2 |              |
| 2006    | Dr. Kkang                               | enfermera Seo                               | MBC  |              |
| 2006    | Pure in Heart                           | Na Pal-ja                                   | KBS1 |              |
| 2006    | Look Back with a Smile                  |                                             | KBS2 |              |
| 2006    | Common Single                           | Jo Min-sook                                 | SBS  |              |
| 2007    | Thank You                               | Park So-ran                                 | MBC  |              |
| 2007    | Good Day to Love                        | Kim Myung-jin                               | SBS  |              |
| 2008    | I Love You                              | Na Jin-hee                                  | SBS  |              |
| 2009    | Ja Myung Go                             | Mi-chu                                      | SBS  |              |
| 2009    | Joseon Mystery Detective Jeong Yak-yong | esposa de Han Sung-ho (invitada, episodio1) | OCN  |              |
| 2010    | The Slave Hunters                       | Keun Jumo                                   | KBS2 |              |
| 2010    | Harvest Villa                           | Madam Hong                                  | tvN  |              |
| 2010    | Life Is Beautiful                       | Yang Soo-ja                                 | SBS  |              |
| 2011    | Drama Special "Men Cry"                 | Young-chae                                  | KBS2 |              |
| 2011    | Ojakgyo Family                          | Jung Yoon-sook                              | KBS2 |              |
| 2011    | Can't Lose                              | Kim Young-joo                               | MBC  |              |
| 2011    | Lights and Shadows                      | Soon-ae                                     | MBC  |              |
| 2012    | Dr. Jin                                 | (invitada)                                  | MBC  |              |
| 2012    | Here Comes Mr. Oh                       | Lee Ki-young                                | MBC  | [ 6 ]        |
| 2013    | The Secret of Birth                     | Shim Yeon-jung                              | SBS  | [ 7 ] [ 8 ]  |
| 2013    | Secret Love                             | Hong In-joo                                 | KBS2 | [ 9 ] [ 10 ] |
| 2014    | Temptation                              | Myung-hwa                                   | SBS  |              |
| 2014    | Mr. Back                                | Choi Mi-hye                                 | MBC  |              |
| 2015    | Drama Special "Red Moon"                | mujer de mediana edad                       | KBS2 | [ 11 ]       |
| 2015    | All About My Mom                        | Han Eun-ok                                  | KBS2 |              |
| 2015    | All Is Well                             | Bae Dong-sook                               | KBS2 |              |
| 2016    | Cinderella with Four Knights            |                                             | tvN  |              |
| 2020    | I've Returned After One Marriage        | Hong Yeon-hong                              | KBS2 |              |
| 2024-25 | El negocio familiar                     | Noh Ae-ri                                   | KBS2 |              |

### Cine
| Año  | Título                     | Papel                                |
| ---- | -------------------------- | ------------------------------------ |
| 2003 | Mi Mujer Es una Gangster 2 | Geum Eun-bang                        |
| 2003 | La Mayor Expectativa       | Mi-ae                                |
| 2004 | Que tiene la Cinta?        | Mi-sook                              |
| 2005 | El amor en la Magia        | Lee Seon-hee                         |
| 2006 | Tres Chicos                | Shim Jung-soon                       |
| 2008 | La Vida Es Bella           | mujer en el salón de belleza (cameo) |
| 2008 | Soleado                    | Jeni (cameo)                         |

## Premios y nominaciones
| Año  | Premio               | Categoría                                                      | Nominación                | Resultado |
| ---- | -------------------- | -------------------------------------------------------------- | ------------------------- | --------- |
| 2002 | SBS Drama Awards     | Premio a la excelencia, Actriz en una serie cómica             | Dae Bak Familia           | Ganadora  |
| 2004 | 42 Grand Bell Awards | Mejor Actriz de Reparto                                        | Love in Magic             | Nominada  |
| 2008 | SBS Drama Awards     | Mejor Actriz de reparto en una Planificación Especial de Drama | Te Amo                    | Nominada  |
| 2010 | KBS Drama Awards     | Mejor Actriz de Reparto                                        | Los Cazadores De Esclavos | Nominada  |